# Aralia thomsonii
Aralia thomsonii är en araliaväxtart som beskrevs av Berthold Carl Seemann och Charles Baron Clarke. Aralia thomsonii ingår i släktet Aralia och familjen Araliaceae. Inga underarter finns listade.